# Primera División de Chile 1993
Primera División de Chile 1993 var den chilenska högstaligan i fotboll för herrar för säsongen 1993, som slutade med att Colo-Colo vann för nittonde gången.

## Kvalificering för internationella turneringar
- Copa Libertadores 1994
  - Vinnaren av Primera División: Colo-Colo
  - Vinnaren av Liguilla Pre-Libertadores: Unión Española

## Sluttabell
| Plac. | Lag                  | S  | V  | O  | F  | GM | IM | MSK | Poäng |
| ----- | -------------------- | -- | -- | -- | -- | -- | -- | --- | ----- |
| 1     | Colo-Colo            | 30 | 17 | 10 | 3  | 50 | 21 | 29  | 44    |
| 2     | Cobreloa             | 30 | 14 | 12 | 4  | 51 | 38 | 13  | 40    |
| 3     | Universidad Católica | 30 | 15 | 7  | 8  | 55 | 35 | 20  | 37    |
| 4     | Universidad de Chile | 30 | 13 | 9  | 8  | 45 | 25 | 20  | 35    |
| 5     | Unión Española       | 30 | 13 | 9  | 8  | 49 | 30 | 19  | 35    |
| 6     | Deportes Temuco      | 30 | 9  | 14 | 7  | 44 | 29 | 15  | 32    |
| 7     | O'Higgins            | 30 | 12 | 8  | 10 | 37 | 32 | 5   | 32    |
| 8     | Deportes Antofagasta | 30 | 9  | 13 | 8  | 35 | 39 | -4  | 31    |
| 9     | Deportes La Serena   | 30 | 8  | 11 | 11 | 23 | 31 | -8  | 27    |
| 10    | Everton              | 30 | 8  | 11 | 11 | 29 | 41 | -12 | 27    |
| 11    | Provincial Osorno    | 30 | 9  | 8  | 13 | 23 | 33 | -10 | 26    |
| 12    | Palestino            | 30 | 10 | 6  | 14 | 28 | 42 | -14 | 26    |
| 13    | Coquimbo Unido       | 30 | 7  | 11 | 12 | 30 | 41 | -11 | 25    |
| 14    | Deportes Melipilla   | 30 | 6  | 13 | 11 | 34 | 47 | -13 | 25    |
| 15    | Deportes Concepción  | 30 | 3  | 13 | 14 | 23 | 46 | -23 | 19    |
| 16    | Deportes Iquique     | 30 | 7  | 5  | 18 | 31 | 58 | -27 | 19    |

|  | Mästare och kvalificerade till Copa Libertadores 1994. |
|  | Kvalificerade till Liguilla Pre-Libertadores.          |
|  | Till nedflyttningskval.                                |
|  | Nedflyttade till Segunda División.                     |

| Primera División Vinnare av Primera División 1993 |
| ------------------------------------------------- |
| Chile                                             |
| Colo-Colo 19:e titeln                             |

## Liguilla Pre-Libertadores

### Finalspel
| Plac. | Lag                  | S | V | O | F | GM | IM | MSK | Poäng |
| ----- | -------------------- | - | - | - | - | -- | -- | --- | ----- |
| 1     | Unión Española       | 3 | 2 | 1 | 0 | 2  | 0  | +2  | 5     |
| 2     | Universidad de Chile | 3 | 1 | 2 | 0 | 3  | 2  | +1  | 4     |
| 3     | Deportes Temuco      | 3 | 1 | 1 | 1 | 4  | 2  | +2  | 3     |
| 4     | Cobreloa             | 3 | 0 | 0 | 3 | 1  | 6  | -5  | 0     |

## Nedflyttningskval
| Plac. | Lag                | S | V | O | F | GM | IM | MSK | Poäng |
| ----- | ------------------ | - | - | - | - | -- | -- | --- | ----- |
| 1     | Regional Atacama   | 3 | 1 | 2 | 0 | 4  | 1  | +3  | 4     |
| 2     | Coquimbo Unido     | 3 | 1 | 2 | 0 | 5  | 3  | +2  | 4     |
| 3     | Deportes Melipilla | 3 | 1 | 1 | 1 | 3  | 4  | -1  | 3     |
| 4     | Deportes Arica     | 3 | 0 | 1 | 2 | 4  | 8  | -4  | 1     |